# عبدالکریم قاسم
عبدالکریم قاسم  (۲۱ نوامبر ۱۹۱۴ – ۹ فوریه ۱۹۶۳) سرتیپ ناسیونالیست ارتش عراق بود که به عنوان بیست و چهارمین نخست‌وزیر عراق زمام امور را تا به‌مدت ۴ سال در دست گرفت تا عاقبت در انقلاب رمضان ۱۹۶۳–۱۳۴۲ دستگیر و کشته شد. در این دوره وی با نام الزعیم شناخته می‌شد.
وی به‌همراه عبدالسلام عارف در روز ۲۳ تیر ۱۳۳۷ در کودتای ضدسلطنتی عراق (۱۴ ژوئیه ۱۹۵۸) به حیات رژیم پادشاهی به فیصل دوم در عراق خاتمه داند.
قاسم در فاصله سالهای ۱۳۱۹ تا ۱۳۳۵ توانسته بود تمامی مدارج نظامی ارتش عراق را طی کند و به فرماندهی آن دست یابد. او توانسته بود عقاید چپگرایانه خود را در فاصله حداقل دو دهه پر حادثه عراق از دید رژیم غربگرا و انگلیسی نوری سعید مخفی نگاه دارد و با همین گرایش، حساسترین منصب نظامی کشور یعنی ریاست ستاد ارتش عراق را به مدت چند سال بر عهده داشته باشد. کودتای قاسم موجب خشنودی مسکو و قاهره و نگرانی تهران و واشینگتن و لندن شد.

## زندگی
پدرش محمد بکر الفضلی الزبیدی یک کشاورز عرب از جنوب بغداد بود که در زمان جنگ جهانی اول، اندکی پس از تولد پسرش درگذشت. مادر قاسم، کیفیه حسن یعقوب السکینی از کردهای شیعه فیلی اهل بغداد بود.
قاسم در مهدیه، یک منطقه کم درآمد بغداد در سمت چپ رودخانه، که اکنون به نام کرخ شناخته می‌شود، در ۲۱ نوامبر ۱۹۱۴ به دنیا آمد. او دانش آموز ممتازی بود و با بورسیه دولتی وارد دبیرستان شد. در ۱۹۳۱ او در دانشکده نظامی پذیرفته شد. در سال ۱۹۳۴ به عنوان ستوان دوم فارغ‌التحصیل شد. قاسم سپس در کالج الارکان شرکت کرد و در دسامبر ۱۹۴۱ با درجه عالی فارغ‌التحصیل شد. در سال ۱۹۵۱ دوره افسران ارشد را در دویزز، ویلتشر به پایان رساند. قاسم به دلیل استعدادی که در متقاعد کردن آنها برای انجام اقدامات غیرمحتمل در تمرینات نظامی داشت، توسط همکلاسی‌هایش در دیویز لقب «افسونگر مار» داده شد.
وی در سرکوب ناآرامی‌های قبیله‌ای در منطقه فرات میانه در سال ۱۹۳۵، در جنگ انگلیس و عراق در مه ۱۹۴۱ و شورش بارزانی در سال ۱۹۴۵ شرکت کرد. از می ۱۹۴۸ تا ژوئن ۱۹۴۹ فرماندهی یک گردان از تیپ اول را بر عهده گرفت که در منطقه کفر قاسم در جنوب قیلقلیه قرار داشت. در سال‌های ۱۹۵۶–۱۹۵۷، در پی بحران سوئز به همراه تیپ خود در اردن خدمت کرد. در سال ۱۹۵۷ رهبری چندین گروه مخالف را که در ارتش تشکیل شده بودند، به عهده گرفت.

## کودتا
در ۱۴ ژوئیه ۱۹۵۸، قاسم از تحرکات نیروهای برنامه‌ریزی شده توسط دولت به عنوان فرصتی برای به دست گرفتن کنترل نظامی بغداد و سرنگونی سلطنت استفاده کرد. پادشاه فیصل دوم، چند تن از اعضای خانواده سلطنتی و نزدیکان آنها، از جمله نخست‌وزیر نوری السعید، به قتل رسیدند.
کودتا توسط جنبش افسران آزاد و غیر نظامیان مورد بحث و برنامه‌ریزی قرار گرفت، که اگرچه الهام گرفته از جنبش همنام خود در مصر بود، اما آنقدر پیشرفته و منسجم نبود. از اوایل سال ۱۹۵۲، هسته اولیه جنبش افسران آزاد و غیرنظامیان عراق توسط قاسم و سرهنگ اسماعیل عارف رهبری می‌شد و بعداً یک افسر پیاده‌نظام به او ملحق شد که زیر نظر قاسم خدمت می‌کرد و بعداً نزدیک‌ترین همکار او شد، نام او سرهنگ عبدالسلام عارف بود. در زمان کودتای ۱۹۵۸، تعداد کل مأمورانی که از طرف افسران آزاد فعالیت می‌کردند به حدود ۱۵۰ نفر رسید که همگی به عنوان مخبر یا واسط در اکثر واحدها و انبارهای ارتش مستقر بودند.

### کشتار اعضای خانواده سلطنتی
ملک فیصل دوم به گارد سلطنتی دستور داد هیچ مقاومتی نکنند و تسلیم نیروهای کودتا شد. حوالی ساعت ۸ صبح، سروان عبدالستار سباء البوسی، رهبر گروه انقلابی در کاخ ریحاب، در بغداد، به پادشاه، شاهزاده عبدالله، شاهدخت هیام (همسر عبدالله)، پرنسس نفیسه (مادر عبدالله)، پرنسس عبادیه (خاله فیصل) و چند خدمتکار دستور داد به حیاط قصر (پادشاه جوان هنوز به کاخ سلطنتی تازه تکمیل نشده نقل مکان نکرده بود) بروند. وقتی همه به حیاط رسیدند به آنها گفت به سمت دیوار برگردند. سپس همه توسط ناخدا عبد الستار عصاب، تیرباران شدند.

### حکومت جدید
در پی کودتای وحشیانه، جمهوری جدید عراق اعلام شد و توسط شورای انقلابی رهبری شد. در رأس آن شورای حاکمیت سه نفره قرار داشت که از اعضای سه گروه اصلی اجتماعی/قومی عراق تشکیل شده بود. محمدمهدی کبه نماینده جمعیت شیعه عرب. خالد النقشبندی کرد؛ و نجیب الربیعی عرب سنی. این شورای سه جانبه قرار بود نقش ریاست را بر عهده بگیرد. کابینه ای متشکل از طیف وسیعی از جنبش‌های سیاسی عراق، شامل دو نماینده حزب ملی دموکراتیک، یکی از اعضای الاستقلال، یک نماینده بعث و یک نماینده مارکسیست تشکیل شد.
قاسم پس از به دست گرفتن قدرت، سمت نخست‌وزیری و وزیر دفاع را بر عهده گرفت و سرهنگ عارف به عنوان معاون نخست‌وزیر و وزیر کشور انتخاب شد. آنها با قدرت اجرایی و مقننه به بالاترین مقام در عراق تبدیل شدند. محمد نجیب الرباعی رئیس شورای حاکمیت (رئیس دولت) شد، اما قدرت او بسیار محدود بود.
در ۲۶ ژوئیه ۱۹۵۸، قانون اساسی موقت به تصویب رسید و در انتظار قانونی دائمی بود که پس از یک همه‌پرسی آزاد اعلام می‌شد. بر اساس این سند، عراق باید یک جمهوری و بخشی از ملت عرب باشد و دین رسمی اسلام ذکر شد. اختیارات قانونگذاری با تصویب شورای حاکمیت به شورای وزیران واگذار شد، در حالی که وظایف اجرایی نیز به شورای وزیران واگذار شد.

## ادعای حاکمیت بر آبراه و شهرهای ایران

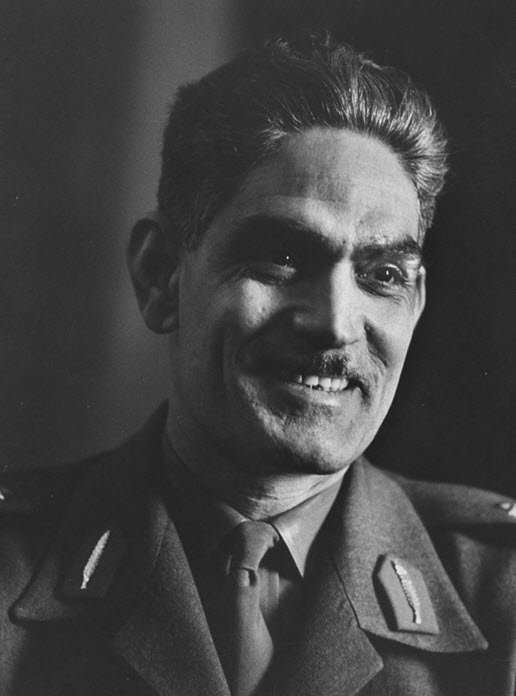
عبدالکریم قاسم

اگر چه حکومت شاه ۱۷ روز پس از کودتای ۱۴ ژوئیه ۱۹۵۸ یا کودتای ضدسلطنتی عراق، رژیم جدید را به رسمیت شناخت عبدالکریم قاسم، اروندرود یا به تعبیر دولت عراق «شط‌العرب» را بخش جدائی‌ناپذیر عراق دانست و تهدید کرد که «اگر حقوق عراق در این آبراه مطابق میل دولت این کشور حل و فصل نشود، حتی آن حاشیه ۵ کیلومتری که در عهدنامه ۱۹۳۷ م / ۱۳۱۶ ش. به ایران واگذار کردیم، پس خواهیم گرفت.»
در ۱۸ دسامبر ۱۹۵۹، عبدالکریم قاسم اعلام کرد که عثمانی‌ها محمره را که بخشی از خاک عراق بوده (در زمانی که کشوری بنام عراق وجود نداشته‌است!) به ایران تحویل داده‌اند و بلافاصله پس از آن، عراق شروع به حمایت از جنبش‌های تجزیه طلب در ایران کرد.

## سقوط و مرگ

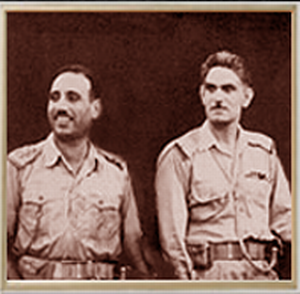
عبدالکریم قاسم همراه با عبدالسلام عارف

حکومت عبدالکریم قاسم جهت‌گیری آشکاری را به سمت شوروی شروع کرد. قاسم در سال ۱۹۵۹ اعلام کرد که از پیمان سنتو خارج می‌شود. عراق خود از بنیان‌گذاران اصلی این پیمان بود و پیمان مذکور پیش از سرنگونی سلسله هاشمی در عراق، «پیمان بغداد» خوانده می‌شد. پس از خروج عراق نیز نام آن به «سنتو» تغییر یافت و ستادش از بغداد به آنکارا منتقل شد.
نقشه‌ای جهت ترور قاسم در روز ۷ اکتبر ۱۹۵۹ برنامه‌ریزی شد. به اتومبیل قاسم حمله کردند، اما ترور نافرجام ماند. پس از شکست نقشه ترور قاسم، ملّی‌گرایان عراقی از جمله حزب بعث عراق متهم به توطئه علیه قاسم شدند و تحت فشارهای سیاسی قرار گرفتند. بسیاری از آنها یا به زندان‌های قاسم فرستاده شدند، یا مجبور به فرار از کشور شدند.
حزب بعث سرانجام موفق شد در روز ۸ فوریه سال ۱۹۶۳ با پشتیبانی از توطئه چند افسر ارتش، کودتای عبدالسلام عارف و عبدالرحمن عارف را علیه عبدالکریم قاسم ترتیب دهد و او را مقابل دوربین تلویزیون به قتل برساند. صدام حسین پس از سقوط دولت او به بغداد بازگشت و شبکه امنیتی مخفی حزب بعث «جهازالخاص» را به دست گرفت. این امر با به قدرت رسیدن عبدالسلام عارف هم‌زمان شد؛ عارف در نوامبر همان سال پیگرد بعثی‌ها را در پی تلاش آنها برای کودتا آغاز کرد.
حزب بعث در پایان سال ۱۹۶۳ از حکومت عراق کنار گذاشته شد، اما مخفیانه به تدارک کودتا پرداخت تا اینکه سرانجام در کودتای سال ۱۹۶۸ (۱۳۴۷) قدرت را به دست گرفت.